# Venezuela en los Juegos Mundiales de Kaohsiung 2009
Venezuela participó en los Juegos Mundiales de 2009. El organismo responsable del equipo olímpico fue el Comité Olímpico Venezolano, así como las federaciones deportivas nacionales de cada deporte con participación. En los Juegos Mundiales de Kaohsiung 2009 la Delegación Venezolana obtuvo tres medallas, una presea dorada y dos de bronce.

## Medallistas
| Medalla           | Nombre                       | Deporte               | Evento                          | Fecha       |
| ----------------- | ---------------------------- | --------------------- | ------------------------------- | ----------- |
| Medalla de oro    | Jean Carlos Peña             | Karate                | Kumite -70kg Men                | 25 de julio |
| Medalla de bronce | José Antonio Díaz (karateca) | Karate                | Kata Individual Men             | 26 de julio |
| Medalla de bronce | Daniel Álvarez Riviera       | Patinaje de velocidad | Point + Elimination 10 000m Men | 17 de julio |

| Deporte               |   |   |   | Total |
| Karate                | 1 | 0 | 1 | 2     |
| Patinaje de velocidad | 0 | 0 | 1 | 1     |
| Total                 | 1 | 0 | 2 | 3     |

## Participantes
| N.º | Deporte               | Hombres | Mujeres | TOTAL |
| 1   | Billar                | 0       | 1       | 1     |
| 2   | Bolos                 | 1       | 1       | 2     |
| 3   | Bochas                | 0       | 1       | 1     |
| 4   | Escalada              | 2       | 3       | 5     |
| 5   | Karate                | 3       | 0       | 3     |
| 6   | Paracaidismo          | 1       | 0       | 1     |
| 7   | Patinaje de velocidad | 2       | 0       | 2     |
| 8   | Potencia              | 2       | 0       | 2     |
| 9   | Racquetball           | 0       | 1       | 1     |
|     | TOTAL                 | 11      | 7       | 18    |

## Participantes según deporte

### Bolos
| Femenino             |            |      |    |      |   |      |   |           |           |           |           |   |
| Anggie Ramírez Perea | Individual |      |    |      |   |      |   |           |           |           |           |   |
| Anggie Ramírez Perea | Individual | 1150 | 12 | 3669 | 6 | 1974 | 9 | eliminada | eliminada | eliminada | eliminada | 9 |

- Datos: Q6160316